# Мезенский район
Мезе́нский райо́н — административно-территориальная единица (район) в Архангельской области Российской Федерации. В границах района  образован Мезенский муниципальный округ (в 2004—2022 годах — муниципальный район).
Административный центр — город Мезень, расположенный на расстоянии 400 км к северо-востоку от Архангельска.

## География
Район расположен на севере Архангельской области, площадь его территории — 34,4 тыс. км² (самый большой по площади район области). Протяжённость района с запада на восток — 360 км, а с севера на юг — 130 км.
Граничит:
- на юго-западе с Приморским районом
- на юге с Пинежским районом
- на юго-востоке с Лешуконским районом
- на северо-востоке с Ненецким автономным округом
- на востоке с Усть-Цилемским районом республики Коми

Мезенский район относится к районам Крайнего Севера.
Северная и северо-западная часть района расположена на побережье Белого моря. В состав района также входит расположенный за полярным кругом остров Моржовец Белого моря. Самая северная материковая точка района — мыс Воронов, расположена вблизи Северного полярного круга.
Основные реки — Мезень, Кулой (впадают в Мезенскую губу Белого моря), Койда, Мегра́, Пёша, Сояна, Сёмжа, Пёза, Кимжа, Со́ва, Кильца, Немнюга, Нижа, Ёрна, Кепина. Крупнейшие озёра — Варш (44,2 км²), Бормат (14 км²), Поча (12,4 км²), Выжлецкое (11,8 км²), Кривое, (11,2 км²), Полтозеро (10,1 км²), Атьозеро (8,6 км²), Сюрзи (5,9 км²), Сёмжа (5,8 км²).

## История
Район образован в июле 1929 года в составе Северного края РСФСР. Постановлением Президиума ВЦИК от 10.02.1934 к Ненецкому округу был причислен Несский сельсовет Мезенского района. В 1945 году Карьепольский и Совпольский сельсоветы были переданы из Пинежского района в состав Мезенского района.

## Население
| 2002   | 2007    | 2008    | 2009    | 2010    | 2011    | 2012    | 2013  | 2014  |
| ------ | ------- | ------- | ------- | ------- | ------- | ------- | ----- | ----- |
| 13 124 | ↘12 700 | ↘12 501 | ↘12 358 | ↘10 330 | ↘10 321 | ↘10 023 | ↘9784 | ↘9629 |
| 2015   | 2016    | 2017    | 2018    | 2019    | 2020    | 2021    | 2023  |       |
| ↘9482  | ↘9241   | ↘9049   | ↘8809   | ↘8482   | ↘8294   | ↘7466   | ↘7248 |       |

### Урбанизация
Городское население (город Мезень и пгт Каменка) составляет  64,56 % от всего населения района.
Районы Нижней Мезени и Печоры входят в ареал распространения ильменско-белозерского антропологического типа, связанного по своему происхождению с населением Великого Новгорода.

### Национальный состав
По итогам переписи населения 2020 года проживали следующие национальности (национальности менее 0,1 % и другое, см. в сноске к строке «Другие»):
| Национальность | Численность, чел. | Доля     |
| -------------- | ----------------- | -------- |
| Русские        | 7131              | 95,51 %  |
| Ненцы          | 132               | 1,77 %   |
| Поморы         | 64                | 0,86 %   |
| Украинцы       | 19                | 0,25 %   |
| Коми           | 16                | 0,21 %   |
| Другие         | 104               | 1,40 %   |
| Итого          | 7466              | 100,00 % |

## Административное деление
В Мезенский район как административно-территориальную единицу области входят 1 город районного значения и 1 посёлок городского типа (в границах которых были образованы одноимённые городские поселения), а также 13 сельсоветов (в границах которых как правило были образованы одноимённые сельские поселения): Долгощельский, Дорогорский, Жердский, Козьмогородский, Койденский, Ручьёвский, Совпольский, Соянский, Целегорский сельсоветы (в границах которых были образованы одноимённые сельские поселения), а также Быченский, Мосеевский и Ёлкинский сельсоветы (в границах которых было образовано Быченское сельское поселение), при этом Лампоженский сельсовет вошёл в Мезенское городское поселение.
С 2004 до 2021 гг. в Мезенский муниципальный район входили 14 муниципальных образований, в том числе 2 городских поселения и 12 сельских поселений.
Законом Архангельской области от 26 октября 2015 года сельские поселения Мосеевское и Сафоновское были упразднены и включены в Быченское сельское поселение с административным центром в деревне Бычье.
| №        | Муниципальное образование | Административный центр  | Количество населённых пунктов | Население (чел.) | Площадь (км²) |
| -------- | ------------------------- | ----------------------- | ----------------------------- | ---------------- | ------------- |
| 1e-06    | Городские поселения       |                         |                               |                  |               |
| 1        | Каменское                 | рабочий посёлок Каменка | 7                             | ↘1699            | 1126,00       |
| 2        | Мезенское                 | город Мезень            | 6                             | ↘3044            | 1057,00       |
| 2.000002 | Сельские поселения        |                         |                               |                  |               |
| 3        | Быченское                 | деревня Бычье           | 8                             | ↗420             | 3230,50       |
| 4        | Долгощельское             | село Долгощелье         | 3                             | ↘495             | 2389,00       |
| 5        | Дорогорское               | село Дорогорское        | 3                             | ↘369             | 604,90        |
| 6        | Жердское                  | село Жердь              | 5                             | ↘105             | 279,90        |
| 6.000003 | Зареченское               | деревня Козьмогородское | 10                            | 280              | 1043,60       |
| 7        | Козьмогородское           | деревня Козьмогородское | 5                             | ↘142             | 763,70        |
| 8        | Койденское                | село Койда              | 4                             | ↘334             | 2364,00       |
| 9        | Ручьёвское                | село Ручьи              | 3                             | ↘187             | 3072,00       |
| 10       | Совпольское               | деревня Чижгора         | 4                             | ↘192             | 3821,00       |
| 11       | Соянское                  | деревня Сояна           | 2                             | ↗272             | 4463,00       |
| 12       | Целегорское               | деревня Целегора        | 4                             | ↗174             | 541,40        |

Законом Архангельской области от 26 апреля 2021 года Жердское и Козьмогородское сельские поселения были объединены в Зареченское сельское поселение с административным центром в деревне Козьмогородское.
В апреле 2022 года все городские  и сельские поселения муниципального района были упразднены и преобразованы путём их объединения в Мезенский муниципальный округ.

## Населённые пункты
В Мезенском районе 54 населённых пункта.
| №  | Населённый пункт | Тип     | Население | Бывшее муниципальное образование |
| -- | ---------------- | ------- | --------- | -------------------------------- |
| 1  | Абрамовский      | мыс     | →0        | Долгощельское                    |
| 2  | Азаполье         | деревня | ↘112      | Целегорское                      |
| 3  | Баковская        | деревня | ↗33       | Быченское                        |
| 4  | Березник         | деревня | ↗92       | Козьмогородское                  |
| 5  | Бор              | деревня | →0        | Мезенское                        |
| 6  | Бычье            | деревня | ↗507      | Быченское                        |
| 7  | Вороновский      | маяк    | →0        | Койденское                       |
| 8  | Долгощелье       | село    | ↗617      | Долгощельское                    |
| 9  | Дорогорское      | село    | ↗490      | Дорогорское                      |
| 10 | Езевец           | деревня | ↗54       | Быченское                        |
| 11 | Елкино           | деревня | ↗26       | Быченское                        |
| 12 | Жердь            | село    | ↗185      | Жердское                         |
| 13 | Жукова           | деревня | →0        | Жердское                         |
| 14 | Заакакурье       | деревня | ↘73       | Мезенское                        |
| 15 | Заозерье         | деревня | ↘106      | Мезенское                        |
| 16 | Затон            | посёлок | →0        | Каменское                        |
| 17 | Инцы             | деревня | ↗6        | Ручьёвское                       |
| 18 | Калино           | деревня | ↗45       | Быченское                        |
| 19 | Каменка          | посёлок | ↘1847     | Каменское                        |
| 20 | Карьеполье       | деревня | ↗122      | Совпольское                      |
| 21 | Кепино           | посёлок | →0        | Соянское                         |
| 22 | Кильца           | деревня | ↗76       | Козьмогородское                  |
| 23 | Кимжа            | деревня | ↗134      | Дорогорское                      |
| 24 | Козьмогородское  | деревня | ↗130      | Козьмогородское                  |
| 25 | Койда            | село    | ↘367      | Койденское                       |
| 26 | Коршаково        | посёлок | →0        | Каменское                        |
| 27 | Лампожня         | деревня | ↗116      | Мезенское                        |
| 28 | Лобан            | деревня | ↗6        | Быченское                        |
| 29 | Майда            | деревня | ↘90       | Койденское                       |
| 30 | Мегра            | деревня | ↘39       | Ручьёвское                       |
| 31 | Мезень           | город   | ↘2832     | Мезенское                        |
| 32 | Мелогора         | деревня | ↘53       | Целегорское                      |
| 33 | Моржовец         | остров  | →0        | Койденское                       |
| 34 | Морозилка        | посёлок | ↘0        | Каменское                        |
| 35 | Мосеево          | деревня | ↗79       | Быченское                        |
| 36 | Нижа             | деревня | →0        | Долгощельское                    |
| 37 | Окуловский       | посёлок | ↘0        | Каменское                        |
| 38 | Петрова          | деревня | ↗7        | Жердское                         |
| 39 | Петровка         | деревня | →0        | Каменское                        |
| 40 | Печище           | деревня | ↗7        | Козьмогородское                  |
| 41 | Погорелец        | деревня | ↗42       | Козьмогородское                  |
| 42 | Ручьи            | село    | ↗225      | Ручьёвское                       |
| 43 | Сафоново         | деревня | ↗149      | Быченское                        |
| 44 | Сёмжа            | деревня | ↗5        | Мезенское                        |
| 45 | Совполье         | деревня | ↗39       | Совпольское                      |
| 46 | Соколово         | деревня | ↗10       | Совпольское                      |
| 47 | Сояна            | деревня | ↗401      | Соянское                         |
| 48 | Тимощелье        | деревня | ↘0        | Дорогорское                      |
| 49 | Усть-Няфта       | деревня | →1        | Жердское                         |
| 50 | Усть-Пёза        | деревня | ↘6        | Жердское                         |
| 51 | Целегора         | деревня | ↘74       | Целегорское                      |
| 52 | Черсова          | деревня | →0        | Целегорское                      |
| 53 | Чеца             | деревня | ↘0        | Каменское                        |
| 54 | Чижгора          | деревня | ↗195      | Совпольское                      |

## Транспорт
В районе есть — морской и речной порты. По нему также курсируют 5 маршрутов автобусов.

## Экономика
- Мезенская лесопромышленная компания
- Мезенский лесхоз
- Мезенские электросети
- Мезенская дизельная электростанция.

## Образование
Детский оздоровительно-образовательный центр «Стрела» в деревне Азаполье.

## Известные уроженцы
- Кузин, Владимир Семёнович — лыжник, Олимпийский чемпион
- Таранин, Николай Александрович (1924—1999) — полный кавалер ордена Славы, родился в деревне Заозерье[37].

## Достопримечательности
- Мезенский историко-краеведческий музей
- Мезенская роспись по дереву
- Соянский заказник